# Alysicarpus mahabubnagarensis
Alysicarpus mahabubnagarensis är en ärtväxtart som beskrevs av Ragh.Rao och Al. Alysicarpus mahabubnagarensis ingår i släktet Alysicarpus och familjen ärtväxter. Inga underarter finns listade i Catalogue of Life.